# Məlhəm
Məlhəm är en ort i Azerbajdzjan.   Den ligger i distriktet Şamaxı, i den centrala delen av landet, 110 km väster om huvudstaden Baku. Məlhəm ligger 1 118 meter över havet och antalet invånare är 1 378.
Terrängen runt Məlhəm är kuperad. Närmaste större samhälle är Shamakhi, 6,5 km söder om Məlhəm. 
Trakten runt Məlhəm består till största delen av jordbruksmark. Runt Məlhəm är det ganska glesbefolkat, med 31 invånare per kvadratkilometer.